# T-Visionarium II
 (décembre 2017).
 (décembre 2017).
- Si vous ne connaissez pas le sujet, laissez ce bandeau (vous pouvez alors contacter les auteurs).
- Si vous supprimez le contenu mis en cause (vous pouvez préalablement contacter les auteurs),

argumentez précisément cette suppression dans la page de discussion
(un manque de référence n'est pas un argument ; une recherche réelle de référence doit avoir été effectuée, être formellement documentée).
T-Visionarium II est une œuvre interactive réalisée par Jeffrey Shaw et ses collaborateurs Dennis Del Favero, Peter Weibel et Neil Brown en 2006 produite par le centre des arts interactifs ICinema Research à l'université du New South Wales. L’œuvre est présentement exposée dans le contexte de l’exposition The Art of Immersion au centre ZKM à Karlsruhe, en Allemagne.

## Description des composantes
T_Visionarium II consiste en un système de projection permettant une exploration de contenu télévisuel, pouvant être contrôlé et modifié par son utilisateur. Cette œuvre est le prédécesseur et l'amélioration de l’œuvre par la même collaboration d'artistes intitulée T_Visionarium. L’œuvre capture en tout 24 heures de contenu télévisuel australien tirant de différents postes, créant ainsi une banque de données avec des dizaines de milliers de vidéoclips. Ce contenu est projeté sur une structure spécifique, le système AVIE (Advanced Visualization and Interaction Environnement) conçu par Dennis Del Favero totalement finalisé en 2007. Ce système est composé d’une grande structure cylindrique, de neuf mètres de diamètre et 4 mètres de haut, munie d’une toile de projection blanche. Tout au haut de la structure se trouve un support métallique où se pose un total de cinq projecteurs 3D permettant une résolution de 1000 x 8000 pixels. Au milieu de l’œuvre se trouve la station de l’utilisateur. Cette station met à disposition une télécommande afin de faciliter la navigation dans les images présentées. De plus, on y trouve un appareil digital (sous forme de tablette) permettant un découpage et un montage facile du contenu. Lorsqu’un usager expérience l’œuvre, il aura accès a une disposition de plus de 250 vidéos, d’une durée habituelle d’environ 5 secondes. Séparément, ces clips sont ensuite catégorisés selon certains titres, comme les sujets, émotions, actions ou encore types de personnages présentés.

« Basés sur un algorithme capable de recognition du contenu et une recherche sur la banque de données qui cherche pour des similarités visuelles, émotionnelles et autres informations non-sémantiques, les clips peuvent être assemblés selon leurs caractéristiques individuelles »

— BROWN, Neil C.M., Performing Digital Aesthetics: The Framework for a Theory of the Formation of Interactive Narratives, Leonardo, vol. 44, no. 3, 2011, p. 215
Après avoir choisi un vidéo qui l’intéresse, les vidéos se rapprochant le plus des sujets et caractéristiques du clip choisi l’entoureront afin de faciliter un montage, si désiré, plus cohérent pour l’utilisateur. L’usager peut décider de créer un nouvel ensemble linéaire de vidéos se suivant les unes après les autres, ou bien de créer une superposition d’éléments qui s’exécuteront simultanément. Donc, sous cette perspective, T_Visionarium II bâtit une relation entre deux sortes de données : celles du contenu vidéo tiré des postes de télévisions et les « métadonnées » tirées de la navigation sous l’étiquetage des clips. Dans ce cas particulier, les vidéos procéderont donc à jouer en boucle jusqu’à futures modifications. En ce qui concerne le travail accordé aux transitions dans les mouvements et le son, le système AVIE est conçu afin de permettre une synchronisation fluide entre les trajectoires et leur sonorité. Les projecteurs amovibles ont une capacité grande latérale et longitudinale en réaction avec les mouvements imposés par la télécommande.
L’essence de l’œuvre de Shaw et ses collaborateurs réside dans la création d’une relation entre un langage humain et un langage digital. T_Visionarium II permet à son usager de créer un narratif visuel plutôt qu’oral ou écrit. Les idées sont donc traduites par une communication, une traduction numérique.

## Interprétations possibles de l'œuvre

### Une interprétation "écologique"
Considérant le fait que l’œuvre soit encore présentée actuellement, on peut avancer une idée d’ « écologie » numérique par la récupération de contenu afin de créer un narratif nouveau et personnel. Le contenu datant de différentes périodes permet aussi à l’usager de tisser une nouvelle ligne du temps avec des éléments qui ne se seraient peut-être jamais croiser temporellement sans T_Visionarium II.

« The televisual images within each “window” are quite obviously from different historical periods in time. For instance, images from re-runs of soap operas may be actualised, as well as historical documentary footage, along with a near current news story or a relatively recent Hollywood blockbuster »

— BARKER, Tim, Adapting a Model of Duration: The Multitemporality of T_Visionarium II, M/C Journal, vol. 10, no. 2, Mai 2007
Le concept permet des possibilités multi-temporelles innombrables qui est symbole d’une exploration à la fois passé et future et présente le cheminement d’une histoire comme étant possible sous le mélange de culture datée différemment.

### Une interprétation relationnelle
De plus, la communication humaine/numérique permet de questionner sur l’idée de la traduction : l’imagination d’une personne se voit à présent traduite par un médium numérique. Cette traduction se donne sous la forme de l’assemblage concret d’une disposition de clips au départ chaotiques

« Qu’est-ce qui existait auparavant comme un évènement parmi une plus large séquences d’évènements existe maintenant comme un élément parmi tant d’autres dans l’architecture non-linéaire de la banque de données »

— BROWN, Neil C.M., Performing Digital Aesthetics: The Framework for a Theory of the Formation of Interactive Narratives, Leonardo, vol. 44, no. 3, 2011, p. 216
Les installations de Jeffrey Shaw sont souvent le produit de fusions assez fluides. Son but n’est pas de créer une distance consciente entre le spectateur de son œuvre et cette dernière. Ses expériences ne sont pas le produit d’une « artificialité » mais des projets interactifs harmonieux avec ses utilisateurs. L’artiste s’intéresse particulièrement aux liens que comportent l’espace et le numérique dans ses œuvres. En permettant la projection d’image dans un espace établi, le nouveau contenu joue avec les limites de ce qui est, dans les bornes de réalité, une véritable structure matérielle.

### Monographie
(en) Jeffrey Shaw, Present Continuous Past(s), New York, Springer, 7 octobre 2005, p. 1-7

### Articles de périodiques
- BROWN, Neil C.M. et al. « Performing Digital Aesthetics: The Framework for a Theory of the Formation of Interactive Narratives », Leonardo, The MIT press, Vol. 44, numéro (2011), p. 212-219, 229.
- LEFEBVRE, Véronique. « Réalité de la réalité virtuelle », Arts et nouvelles technologies, La société la vie des arts, Vol. 39, numéro 160 (automne 1995), p. 21-23
- HUI, Yuk. "Interview with Jeffrey Shaw on new media art", Theory Culture & Society, 1er avril 2011  (Page consultée le 19 novembre 2017)
- BARKER, Tim. "Adapting a Model of Duration: The Multitemporality of T_Visionarium II", M/C Journal, vol. 10, no. 2, mai 2007, p. 1-19

### Site web
Jeffrey Shaw Compendium